# Carlo Francesco Remonda
Carlo Francesco Remonda, auch Charles-François Rémond (* 2. November 1761 in Comologno; † 24. Juni 1847 in Paris) war ein französischer General.

## Leben
Carlo Francesco Remonda war der Sohn des Kaufmanns Antonio Maria Remonda. Seine Familie siedelte nach Bourges in Zentralfrankreich über, als er noch ein Kind war.
Er trat 1789 als einfacher Soldat in die französische Nationalgarde ein. 1792 diente er als Hauptmann in der Revolutionsarmee im 1. Freiwilligen-Bataillon und war bis 1794 in der Rhein-Mosel-Armee. 1794 wurde er der Armée de Sambre-et-Meuse zugeteilt und kam am 4. Mai 1796 zur 108. Halbbrigade.
Aufgrund seiner Schweizer Herkunft gelang es ihm, sich den Einheiten von Giuseppe Antonio Mainoni anzuschliessen, der 1798 in die Schweiz einmarschierte. Er blieb bis 1800 in der Schweiz und kämpfte in dieser Zeit in Schwyz gegen Soldaten der russischen Armee.
Er wurde am 3. August 1800 Bataillonskommandeur. Am 3. November 1803 erfolgte seine Beförderung zum Major des 34. Infanterieregiments; er war bis 1805 in der Garnison in Mainz stationiert.
1806 und 1807 nahm er an den preußischen und polnischen Feldzügen teil und wurde am 31. Dezember 1806 zum Oberst des 34. Infanterieregiments ernannt.
Nach der Niederlage bei der Schlacht von Bailen wurde er 1808 persönlich von Napoleon Bonaparte nach Spanien an die dortige Front (siehe auch: Napoleonische Kriege auf der Iberischen Halbinsel) versetzt, dort blieb er bis 1813. In dieser Zeit erfolgte am 16. August 1811 seine Ernennung zum Brigadegeneral, im Anschluss befehligte er die 2. Brigade der 7. Infanteriedivision der Armee in Portugal. Am 11. April 1812 wurde er in einem Gefecht gegen die Engländer bei Villagarcia de La Torre bei Llerena verwundet. Im August 1812 wurde er, nach der Übergabe der Stadt Astorga, deren letzter Kommandeur er war, gefangen genommen und in La Coruna inhaftiert. Es gelang ihm jedoch, mit weiteren französischen Offizieren, mit einem Boot von dort zu fliehen.
Am 16. Juli 1813 übernahm er das Kommando über die 2. Brigade der 6. Infanteriedivision in Spanien.
Aufgrund der Übergabe der Stadt Astorga wurde er von einem Militärgericht 1813 angeklagt, aber in vollem Umfang freigesprochen.
Im Februar 1814 befehligte er die Nationalgarde in Lyon und nahm am 11. März 1814 an der Schlacht von Mâcon gegen die Österreicher teil, die die Stadt besetzt hatten.
Während der Herrschaft der Hundert Tage leitete er 1815 die Départements Vienne und Indre.
1818 wurde er als Franzose eingebürgert, bevor er am 1. Januar als vollfranzösischer Staatsbürger zugelassen wurde.
1825 erhielt er seinen Abschied und ging in den Ruhestand.

## Ehrungen und Auszeichnungen
- 25. März 1804: Ritter der Ehrenlegion
- 18. März 1808: Ernennung zum Reichsbaron
- 10. März 1809: Offizier der Ehrenlegion
- 17. Dezember 1810: Kommandeur der Ehrenlegion
- König Ludwig XVIII. verlieh ihm 1814 das Ritterkreuz des Ordre royal et militaire de Saint-Louis.